# Antonio Baseotto
Antonio Baseotto   (Buenos Aires, 4 d'abril de 1932 - Buenos Aires, 26 de maig de 2025) va ser un bisbe emèrit de l'Argentina.

## Biografia
Es va ordenar prevere de la Congregació del Santíssim Redemptor el 6 d'abril del 1957. Durant la dècada del 1980 serví a la diòcesi d'Añatuya.
L'1 de febrer del 1991, Baseotto fou designat bisbe coadjuctor de la diòcesi d'Añatuya i ordenat com a tal el 27 d'abril del 1991. El 21 de desembre del 1992 fou designat bisbe d'aquesta diòcesi i romangué en el càrrec gairebé 10 anys. Fou consagrat bisbe per Mn. Jorge Gottau, a qui succeí en el llinatge episcopal.
El 8 de novembre del 2002 fou nomenat bisbe castrense pel Papa Joan Pau II, càrrec que, pel concordat existent entre la Santa Seu i l'Argentina, concedeix la posició salarial oficial de sotssecretari d'Estat.